# 수직 이등분선
기하학에서 수직 이등분선(垂直二等分線, 영어: perpendicular bisector)은 주어진 선분을 길이가 같은 두 선분으로 이등분하고 이 선분에 수직인 직선이다.

## 정의
평면 위에서 선분 {\displaystyle AB}의 수직 이등분선은 선분 {\displaystyle AB}의 중점을 지나는 선분 {\displaystyle AB}의 수선이다.

## 성질
평면 위에서 선분 {\displaystyle AB}의 수직 이등분선은 두 끝점 {\displaystyle A,B}와의 거리가 같은 점들의 자취이다. 즉, 평면 위의 점 {\displaystyle P}에 대하여, 다음 두 조건이 서로 동치이다.
- {\displaystyle P}는 선분 {\displaystyle AB}의 수직 이등분선 위의 점이다.
- {\displaystyle PA=PB}

평면 위에서 {\displaystyle AB=AC}를 만족시키는 이등변 삼각형 {\displaystyle \triangle ABC}의 밑변 {\displaystyle BC}의 수직 이등분선은 삼각형 {\displaystyle \triangle ABC}의 점 {\displaystyle A}를 지나는 중선이자 각 {\displaystyle \angle A}의 이등분선이다.

원의 현의 수직 이등분선

평면 위에서 원의 현의 수직 이등분선은 원의 중심을 지난다.
평면 위에서 삼각형의 세 변의 수직 이등분선은 공점선이다. 삼각형의 세 수직 이등분선의 교점은 삼각형의 외접원의 중심이며, 이를 삼각형의 외심이라고 한다.:50, §2A, Theorem 2.1

## 작도
선분 {\displaystyle AB}의 수직 이등분선은 다음과 같이 작도된다.
- 중심이 {\displaystyle A}이고 반지름이 선분 {\displaystyle AB}의 길이인 원 {\displaystyle \Gamma }를 작도한다.
- 중심이 {\displaystyle B}이고 반지름이 선분 {\displaystyle AB}의 길이인 원 {\displaystyle \Gamma '}을 작도한다.
- 두 원 {\displaystyle \Gamma ,\Gamma '}의 두 교점을 {\displaystyle P,Q}라고 할 때, 직선 {\displaystyle PQ}는 선분 {\displaystyle AB}의 수직 이등분선이다.

## 일반화

### 수직 이등분면
공간 속에서 선분 {\displaystyle AB}의 수직 이등분면(垂直二等分面, 영어: perpendicular bisecting plane)은 선분 {\displaystyle AB}의 중점을 지나고 선분 {\displaystyle AB}에 수직인 평면이다. 이는 두 끝점 {\displaystyle A,B}와의 거리가 같은 공간 속 점의 자취이다.

### 수직 이등분 초평면
양의 정수 {\displaystyle d}가 주어졌다고 하자. {\displaystyle d}차원 유클리드 공간 {\displaystyle \mathbb {R} ^{d}} 속에서, 선분 {\displaystyle AB}의 수직 이등분 초평면(垂直二等分超平面, 영어: perpendicular bisecting hyperplane)은 선분 {\displaystyle AB}의 중점을 지나고 선분 {\displaystyle AB}와 직교하는 {\displaystyle (d-1)}차원 부분 아핀 공간이다. 이는 {\displaystyle d=2}일 경우 수직 이등분선이고 {\displaystyle d=3}일 경우 수직 이등분면이다.